# Antonio Cebrián Ferrer
Antonio Cebrián Ferrer (Alzira, 24 de maig de 1954) ha estat un sindicalista i polític valencià, secretari general de la UGT de València i diputat a les dues primeres legislatures de les Corts Valencianes.

## Trajectòria
Treballava com a analista de sistemes. Durant la transició espanyola va militar inicialment a Reforma Social Espanyola, però el 1977 va ingressar en la branca tèxtil de la UGT i gràcies a Jaume Castells Ferrer en el PSPV-PSOE.
De 1977 a 1979 fou secretari d'organització de la Federació Estatal del Tèxtil de la Pell d'UGT, i el 19 de maig de 1979 va substituir Edelmir Galdón Casanoves com a secretari general de la Secció provincial de València d'UGT, càrrec que va ocupar fins al 8 de març de 1986. Al mateix temps fou elegit diputat a les eleccions a les Corts Valencianes de 1983 i 1987. De 1987 a 1991 fou secretari de la Comissió d'Obres Públiques i Transports de les Corts Valencianes.
Alhora intentà mantenir la independència del sindicat UGT respecte del partit PSOE, cosa que l'enfrontà amb la direcció del partit i amb el sector del sindicat dirigit per Rafael Recuenco Montero, líder del sector del metall. En el IV Congrés de la UGT valenciana (octubre de 1983) intentaren desplaçar-lo de la dicció i posar-hi Antonio Castro Leache, però no ho aconseguiren. Tanmateix, això provocà una forta inestabilitat interna en el sindicat i finalment el mateix Cebrián pactaria la seva sortida de la secretaria general en març de 1986 per deixar entrar Recuenco, qui el 1988 seria escollit secretari general de la UGT del País Valencià.